# Night Castle
Night Castle is het vijfde album van het Trans-Siberian Orchestra, dat uitkwam op 27 oktober 2009.
Night Castle bestaat uit twee cd's en is het tweede album in de geschiedenis van TSO dat kerstmis niet als thema heeft. Het album bevat vier herschreven nummers van Savatage en een versie van "O Fortuna" van Carmina Burana van Carl Orff. Het album is erg afwisselend, met hardere en zachtere nummers die een mix zijn van symfonische metal, progressieve metal en klassieke muziek. Heuse Savatage-riffs zijn onder meer te horen op de vier nummers die aan Savatage gerelateerd zijn: Believe, The Lion's Roar, The Mountain en Mozart And Memories, een bewerking van Symfonie nr. 25 van Mozart.  
Het album is een Capra-esque, het vertelt een verhaal dat gebaseerd is op de films van Frank Capra. De digipackversie bevat een 68 pagina's tellend boekwerk met informatie over de songteksten.

## Nummers

### Cd 1
1. Night Enchanted (Verdi, Delibes, O'Neill)
2. Childhood Dreams (O'Neill, Oliva)
3. Sparks (O'Neill)
4. The Mountain (Grieg, O'Neill, Oliva)
5. Night Castle (O'Neill, Oliva)
6. The Safest Way Into Tomorrow (O'Neill, Oliva)
7. Mozart And Memories (Mozart, O'Neill, Oliva)
8. Another Way You Can Die (O'Neill, Oliva)
9. Tocata - Caprimus Noctem (Bach, O'Neill)
10. The Lion's Roar (O'Neill, Pitrelli)
11. Dreams We Conceive (O'Neill, Oliva)
12. Mother And Son (O'Neill)
13. There was a life (O'Neill, Oliva)

### Cd 2
1. Moonlight And Madness (Beethoven, Chopin, O'Neill, Silverstein)
2. Time Floats On (O'Neill, Oliva)
3. Epiphany (O'Neill, Oliva)
4. Bach Lullaby (Bach)
5. Father Son & Holy Ghost (O'Neill, Caffery)
6. Remnants Of A Lullaby (O'Neill, Oliva)
7. The Safest Way Into Tomorrow (reprise) (O'Neill, Oliva)
8. Embers (O'Neill, Ireland Wilde O'Neill)
9. Child Of The Night (Delibes, O'Neill)
10. Believe (O' Neill)
11. Nutrocker (Fowley) (van Emerson, Lake & Palmer)
12. Carmina Burana (Orff) "O Fortuna"
13. Trackers (O'Neill, Pitrelli, Mangini)

## Orkest

### Producer
- Paul O'Neill
- co-producer: Robert Kinkel
- opname en mix: Dave Wittman

### Band
- Paul O'Neill - gitaar
- Robert Kinkel - keyboard
- Jon Oliva - keyboard
- Al Pitrelli - leidende en ritmische gitaar
- Chris Altenhoff - basgitaar
- Luci Bulter - keyboard
- Chris Caffery - (leidende) gitaar, solo's
- Shih-Yi-Chiang - keyboard
- Angus Clark - gitaar
- Jane Mangini - keyboard
- Roddy Chong - viool
- John Lee Middleton - basgitaar
- John O'Reilly - drums
- Anna Phoebe - strings
- Jeff Plate - drums
- Alex Skolnick - (leidende) gitaar, solo's
- Derek Wieland - keyboard
- Dave Wittman - drums, gitaar en basgitaar

### Zangers
- Jay Pierce
- Tim Hockenberry
- Jeff Scott Soto
- Rob Evan
- Jennifer Cella
- Alexa Goddard
- Valentina Porter

#### Medezang
- Bryan Hicks, Dina Fanai en Robert Kinkel

### Overig
- Achtergrondzang: 29 personen
- Snaarinstrumenten: 9 personen, o.a. Criss Oliva (postuum) op The Mountain
- Gospelkoor: 4 personen
- Kinderkoor: The American Boychoir
- Speciale gast (nummer Nutrocker): Greg Lake
- Overige instrumenten: (trompet, bas, gitaar en drums) 7 personen
- Vietnamese spraak: 4 personen